# Medizinische Tauglichkeit
Die medizinische Tauglichkeit ist die Erfüllung körperlicher und gesundheitlicher Voraussetzungen eines Menschen für bestimmte Tätigkeiten. Diese wird durch ein ärztliches Gutachten attestiert. Während es z. B. bei Mitarbeitern in der Lebensmittelproduktion darauf ankommt, dass sie keine Verbreiter von ansteckenden Infektionskrankheiten werden, kommt es bei  Piloten eher auf physische und psychische Belastbarkeit und den Ausschluss von Erkrankungen an, die die sichere Durchführung des Fluges gefährden könnten.
Eine ärztliche Bestätigung für eine medizinische Tauglichkeit wird beispielsweise benötigt für:
- Berufskraftfahrer: Fahrtauglichkeitsuntersuchung
- Piloten, Fluglotsen: Fliegerärztliches Tauglichkeitszeugnis
- Taucher: Tauchtauglichkeitsuntersuchung
- Feuerwehrleute als Träger von schweren Atemschutzgeräten: Feuerwehr-Dienstvorschrift (FwDV 7)[1]
- seefahrendes Personal: Seediensttauglichkeit
- Triebfahrzeugführer
- Wehrdienst: Tauglichkeitsgrad (Deutschland), Militärdiensttauglichkeit (Schweiz)[2]